# 孔雪
孔雪（1991年8月26日—），出生於中國吉林省，是短道速滑運動員。她於2000年接觸這項運動。2011年，她在世界大學生冬季運動會贏得女子500米金牌，為中國取得當屆賽事的首金。翌年，她入選國家隊，並在上海舉行的世界錦標賽奪得3000米接力的冠軍。2013至14年的賽季，她又兩度取得接力賽的銀牌。2014年，她參與冬季奧運會的資格。在接力賽中，她協助中國隊晉身決賽。

## 資料來源
1. ↑  .   [2014-02-17]. （原始内容存档于2014-03-20）.
2. ↑  "大冬會：孔雪短道速滑500米奪冠 為中國隊贏首金" （页面存档备份，存于） 2011 1 30